# Арчагли-Аят (селище)
Арчагли-Аят (рос. Арчаглы-Аят) — селище у Варненському районі Челябінської області Російської Федерації.
Входить до складу муніципального утворення Аятське сільське поселення. Населення становить 1231 особу (2010).

## Історія
Від 27 лютого 1927 року належить до Варненського району, спочатку у складі Троїцького округу Уральської області, а відтак — Челябінської області.
Згідно із законом від 9 липня 2004 року органом місцевого самоврядування є Аятське сільське поселення.

## Населення
| 2002 | 2010  |
| ---- | ----- |
| 1561 | ↘1231 |